# Ketty Kerviel
Ketty Kerviel, née Antoinette Varenghien à Périgueux le 12 mai 1916 et morte à Levallois-Perret le 14 novembre 2009, est une actrice française.
Elle est l'épouse et la veuve du réalisateur Jacques Daniel Norman (1901 / 1977). 

## Filmographie
- 1939 : Yamilé sous les cèdres de Charles d'Espinay
- 1945 : La Grande Meute de Jean de Limur
- 1947 : Les Trois Cousines de Jacques Daniel-Norman
- 1948 : Le Diamant de cent sous de Jacques Daniel-Norman
- 1948 : Si ça peut vous faire plaisir de Jacques Daniel-Norman
- 1949 : L'Ange rouge de Jacques Daniel-Norman
- 1951 : Dakota 308  de Jacques Daniel-Norman
- 1952 : Son dernier Noël de Jacques Daniel-Norman